# 노비그라드 (스릅스카 공화국)

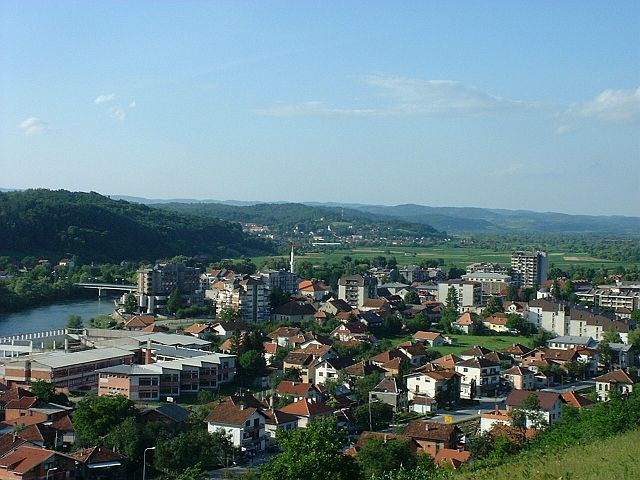
노비그라드

노비그라드의 위치

노비그라드(세르비아어: Нови Град, Novi Grad, 보스니아어: Novi Grad, 크로아티아어: Novi Grad)는 보스니아 헤르체고비나 북부에 위치한 도시로 면적은 472.72km2, 인구는 28,799명(2013년 당시 기준), 인구 밀도는 60.9명/km2이다. 흔히 보산스키노비(세르비아어: Босански Нови, Bosanski Novi, 보스니아어: Bosanski Novi, 크로아티아어: Bosanski Novi)라고 부르기도 한다. 행정 구역상으로는 스릅스카 공화국에 속한다. 크로아티아 국경과 가까운 편이다.

## 같이 보기
- 보산스카크라이나